# Satanische Pferde
Satanische Pferde ist ein Livealbum der deutschen Punkrock-Band Die Ärzte, das als „Dankeschön“ für die Fans gedacht ist. Es enthält Stücke, die schon auf der ersten Live-Platte Nach uns die Sintflut erschienen sind und somit nicht noch einmal dem Livealbum Wir wollen nur deine Seele veröffentlicht wurden. Ausnahme ist die Liveversion des 1993 auf Bestie in Menschengestalt veröffentlichten González-Titels Dos Corazones.
Das Sonderalbum war für Mitglieder im offiziellen Fanclub kostenlos erhältlich. Da es nur in einer sehr kleinen Auflage erschien, gehört es heute zu den gesuchtesten Sammlerstücken. 2007 kam es zu einer Neupressung, welche für den neuen Fanclub (DÄOF) als Beilage zur Fanzeitschrift gedacht war.
Der Titel spielt auf Die satanischen Verse an, einem Roman von Salman Rushdie.

## Titelliste
1. Radio brennt (Urlaub/Felsenheimer, Urlaub) – 2:46
2. Außerirdische (Urlaub) – 2:23
3. Ohne dich (Urlaub) – 2:16
4. Alleine in der Nacht (Felsenheimer) 2:39
5. Sweet Sweet Gwendoline (Urlaub) – 2:31
6. Madonnas Dickdarm (Urlaub/Felsenheimer, Hagen Liebing, Urlaub) – 2:11
7. Helmut K. (Felsenheimer, Hagen Liebing, Urlaub) – 2:27
8. Buddy Holly's Brille (Urlaub) – 4:08
9. Ich ess Blumen (Felsenheimer) – 3:33
10. Mysteryland (Felsenheimer) – 3:34
11. 2000 Mädchen (Urlaub/Felsenheimer, Urlaub) – 4:51
12. Du willst mich küssen (Urlaub) – 3:59
13. Wie am ersten Tag (Urlaub) – 3:03
14. Dos Corazones (Rodrigo González) – 3:25
15. Popstar (Felsenheimer) – 3:07
16. Frank'nstein (Felsenheimer) – 2:27
17. Sie kratzt (Urlaub) – 2:36
18. Vollmilch (Urlaub) – 3:20
19. Ist das alles? (Felsenheimer) – 3:40
20. Zu spät (Urlaub) – 4:32
21. ♀ (Feminin) (Urlaub) – 8:34